# Высокое (Тернопольская область)
Высо́кое (укр. Високе) — село в Монастырисской городской общине Чортковского района Тернопольской области Украины.
До 2020 года входило в Монастырисский район.
Население по переписи 2001 года составляло 1286 человек. Почтовый индекс — 48312. Телефонный код — 3555.